# Benny Goodman
Benjamin David (Benny) Goodman, bijnaam The King of Swing (Chicago, 30 mei 1909 – New York, 13 juni 1986) was een beroemd Amerikaans jazzmusicus.

## Jeugd
Als zoon van arme Joodse immigranten leerde hij klarinet spelen in een jeugdorkest dat door een goed doel werd gefinancierd. Op school leerde hij drummer Dave Tough kennen. Hij bleek al op jonge leeftijd een getalenteerd muzikant en speelde mee met The Austin High School Gang. Op twaalfjarige leeftijd imiteerde hij al de bekende bandleider en klarinettist Ted Lewis. Het was tijdens zo'n concert dat Ben Pollack hem ontdekte. Benny Goodman zou in 1926 met Pollacks orkest zijn eerste plaatopnames maken.

## Invloeden
Zijn invloeden waren die van de jazzklarinettisten in Chicago, met name Johnny Dodds, Leon Roppolo en Jimmy Noone. Hij begon op zijn 16e te spelen bij het orkest van Ben Pollack, een van de toporkesten in Chicago en maakte met hen in 1926 zijn eerste opnames. De eerste opnames op zijn eigen naam kwamen twee jaar later.

## Carrière
Aan het eind van de jaren twintig werd hij sessiemuzikant in New York. Zijn reputatie was die van een goed voorbereide en betrouwbare speler. Hij speelde met de beroemde Amerikaanse bands van Red Nichols, Isham Jones en Ted Lewis. Hij vormde zijn eigen band in 1932. In 1934 begon hij met optredens voor het radioprogramma Let's Dance. Voor de show had hij iedere week nieuwe muziek nodig en John H. Hammond, met wie hij bevriend was, raadde hem aan wat jazzmuziek van Fletcher Henderson te kopen. Henderson was de bandleider van de populairste Afrikaans-Amerikaanse band aan het eind van de jaren twintig en het begin van de jaren dertig.
De combinatie van zijn klarinetspel, de muziek van Henderson en een goed geoefende band zorgden ervoor dat hij in het midden van de jaren dertig snel bekendheid kreeg. Na zijn fabelachtige optreden op 21 augustus 1935 in de Palomar Ballroom in Los Angeles kreeg hij ook nationale bekendheid. Zijn radio-optredens zorgden voor een schare fans in Californië, waar hij met open armen ontvangen werd. Daardoor trok hij de aandacht van de nationale media en werd op slag beroemd. Sommige schrijvers hebben deze datum aangemerkt als de start van de swing.

## Carnegie Hall optreden

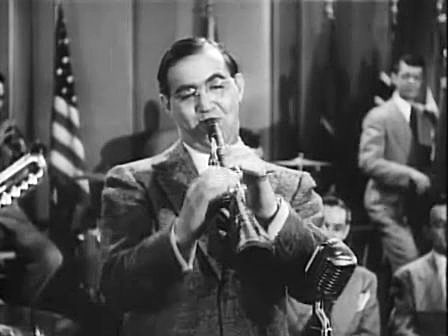
Benny Goodman in de film Stage Door Canteen (1943)

Op 16 januari 1938 speelde hij het beroemde concert in Carnegie Hall in New York. Hij was de eerste die jazz speelde in deze beroemde concertzaal, en er was in eerste instantie veel tegenstand tegen een jazzconcert in deze tempel van de klassieke muziek. Het concert was echter een groot succes en versterkte de reputatie van jazz als een kunstvorm.

## Tanende populariteit vanBigbands
In het midden van de jaren veertig verloren de bigbands veel van hun populariteit. De oorzaak hiervoor was dat veel getalenteerde muzikanten het leger in gingen of beter betaald (fabrieks)werk gingen doen. Rubber en benzine werden tijdens de Tweede Wereldoorlog gerantsoeneerd, de opname-industrie had met twee lange stakingen te kampen, en sterren als Frank Sinatra wonnen aan populariteit. Goodman bleef opnames maken en speelde in kleine ensembles. Hij vormde af en toe een nieuwe band en speelde op jazzfestivals of op internationale tournees.

## Goodmans betekenis voor de muziek
Velen suggereren dat Goodman hetzelfde succes met jazz en swing had als Elvis Presley met rock-'n-roll. Beide artiesten maakten de zwarte muziek populair bij een jong blank publiek. Veel van Goodmans arrangementen werden jaren ervoor al gespeeld door het orkest van Fletcher Henderson, en Goodman gaf dit ook zelf aan, maar zijn jonge fans hadden nog nooit van Henderson gehoord. Goodman drukte echter met zijn virtuoze en creatieve klarinetspel wel degelijk zijn eigen stempel op de stukken, en was daarmee een van de meest vernieuwende jazzmuzikanten van voor de bebop.
Goodman is ook verantwoordelijk voor een grote stap voorwaarts in de rassenintegratie in Amerika. Aan het begin van de jaren dertig konden zwarte en blanke muzikanten niet samen spelen in veel clubs en concerten. In de zuidelijke staten was het bij wet verboden. Benny Goodman ging hier tegenin en begon met Teddy Wilson en Gene Krupa het Goodman Trio. In 1936 voegde hij Lionel Hampton toe op de vibrafoon en vormde het Benny Goodman Quartette. Van 1940 tot zijn vroegtijdige dood in 1942 speelde de vernieuwende jazzgitarist Charlie Christian bij de band. Door zijn bekendheid hoefde Goodman niet om financiële redenen door de zuidelijke staten te toeren, waar de samenstelling van de band zeker tot arrestaties zou hebben geleid.

## Benny Goodman als klassiek speler

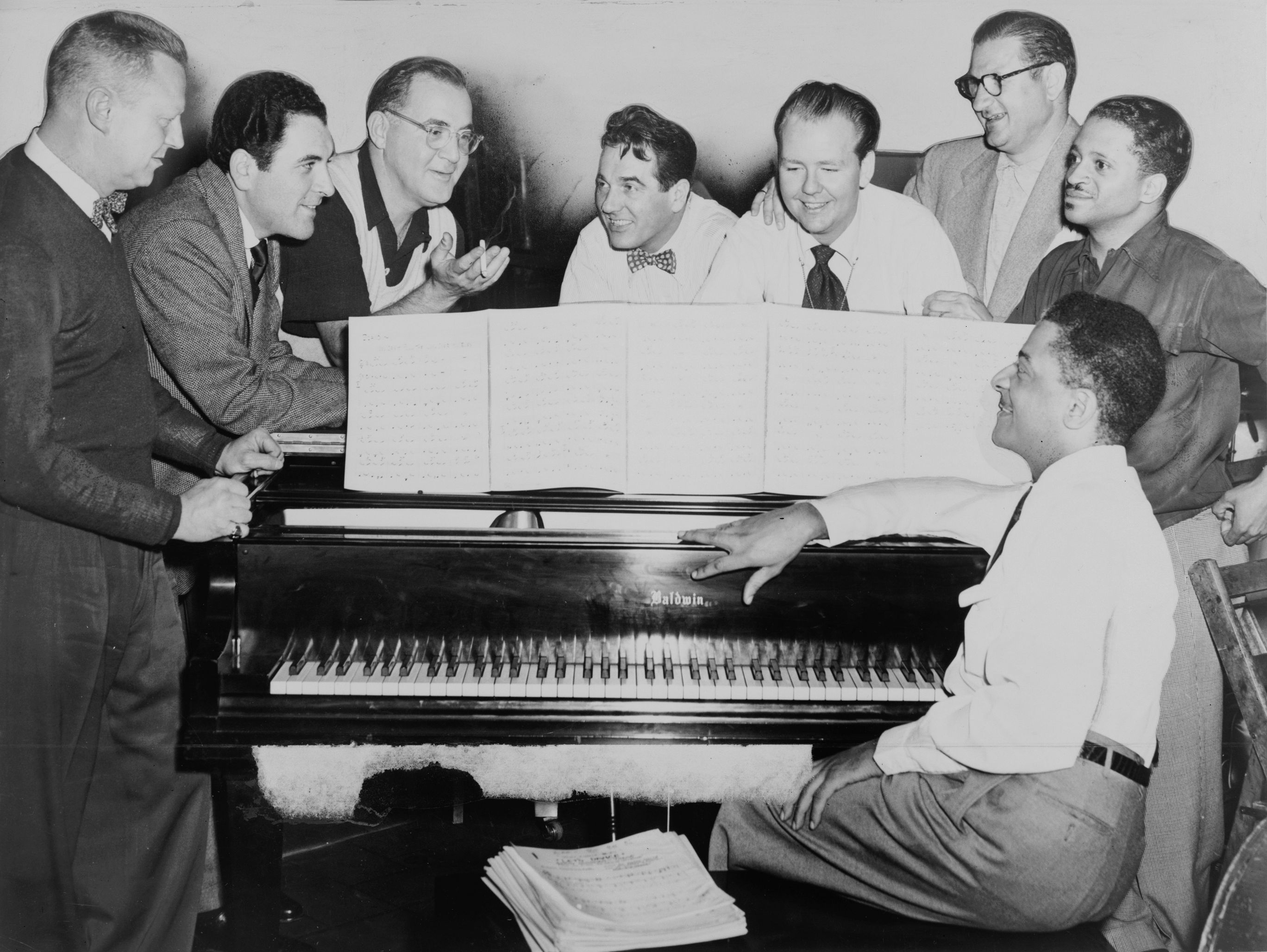
Benny Goodman (derde van links) in 1952 met enkele van zijn muzikanten, rond de piano verzameld van links naar rechts: Vernon Brown, George Auld, Gene Krupa, Clint Neagley, Ziggy Elman, Israel Crosby en Teddy Wilson (aan de piano).

Wat velen niet weten over Benny Goodman, is dat hij ook een begaafd klassiek speler was. Hij nam daartoe les bij Reginald Clifford Kell en moest zijn hele techniek wijzigen. Eind jaren dertig had hij al een opname gemaakt van Mozarts klarinetkwintet en in de late jaren veertig speelde hij werken van voornamelijk 20e-eeuwse componisten, onder wie Igor Stravinsky, Leonard Bernstein en Morton Gould. De Hongaarse componist Béla Bartók (1881-1945) schreef voor hem zijn 'Contrasts', een virtuoos driedelig werk voor viool, klarinet en piano. In 1950 gaf hij de wereldpremière van het aan hem opgedragen klarinetconcert van de Duitse componist  Paul Hindemith (1895-1963). Goodman speelde ook de wereldpremière van het tweede klarinetconcert van Malcolm Arnold met een fantastische 'ragtime' finale. Hij bleef ook gedurende de jaren dertig en veertig optreden met de belangrijkste Amerikaanse orkesten, waarbij hij vooral gewaardeerd werd vanwege de combinatie van expressiviteit - aan de jazz ontleend - met een perfecte klassieke techniek.
Zo trad hij in de jaren zestig op als solist bij het Rotterdams Philharmonisch Orkest o.l.v. Fanz Paul Decker in Mozarts beroemde klarinetconcert.

## Huwelijk en latere jaren
Benny trouwde in 1942 met Alice Hammond, de zus van zijn vriend John H. Hammond. Zij hadden twee dochters, Benjie en Rachel. Hij bleef tot aan zijn dood de klarinet spelen. Hij overleed op 77-jarige leeftijd en ligt begraven op de Long Ridge Cemetary in Stamford, Connecticut.

## Discografie
(Inbegrepen lp- en cd-heruitgaven van Goodman)
- A Jazz Holiday (1928, Decca)
- Benny Goodman and the Giants of Swing (1929, Prestige)
- BG and Big Tea in NYC (1929, GRP)
- Swinging '34 Vols. 1 & 2 (1934, Melodean)
- The Birth of Swing (1935, Bluebird)
- Original Benny Goodman Trio and Quartet Sessions, Vol. 1: After You've Gone (1935, Bluebird)
- Stomping at the Savoy (1935, Bluebird)
- Air Play (1936, Doctor Jazz)
- Sing, Sing, Sing (1937, Bluebird); oorspronkelijke compositie uit 1936 was van Louis Prima
- Roll 'Em, Vol. 1 (1937, Columbia)
- Roll 'Em, Vol. 2 (1937, CBS)
- From Spirituals to Swing (1938, Vanguard)
- Carnegie Hall Concert Vols. 1, 2, & 3 (Live) (1938, Columbia)
- Mozart Clarinet Quintet (met Budapest String Quartet) (1938, Victor)
- Ciribiribin (Live) (1939, Giants of Jazz)
- Swingin' Down the Lane (Live) (1939, Giants of Jazz)
- Featuring Charlie Christian (1939, Columbia)
- Eddie Sauter Arrangements (1940, Columbia)
- Swing Into Spring (1941, Columbia)
- Undercurrent Blues (1947, Blue Note)
- Swedish Pastry (1948, Dragon)
- The Famous 1938 Carnegie Hall Jazz Concert (1950, Columbia)
- Sextet (1950, Columbia)
- Benny Goodman dance parade volume 1 (1950, Columbia)
- Benny Goodman dance parade volume 2 (1950, Columbia CL 6100)
- BG in Hi-fi (1954, Capitol)
- The Benny Goodman Story Volume 1 (1955?, Decca)
- The Benny Goodman Story Volume 1 (1955?, Decca)
- Mozart Clarinet concerto (with Boston symphomy) (1956)
- The Great Benny Goodman (1956, Columbia)
- Peggy Lee Sings with Benny Goodman (1957, Harmony)
- Benny in Brussels Vols. 1 & 2 (1958, Columbia)
- In Stockholm 1959 (1959, Phontastic)
- The Benny Goodman Treasure Chest (1959, MGM)
- Swing With Benny Goodman And His Orchestra (1960s?, Columbia/Harmony)
- Benny Goodman in Moscow (1962, RCA Victor)
- Benny Goodman And His Orchestra (1977)
- The King Swings Star Line
- Pure Gold (1992)
- 1935-1938 (1998)
- Portrait of Benny Goodman (Portrait Series) (1998)
- Carnegie Hall Jazz Concert '38 (1998)
- Bill Dodge All-star Recording (1999)
- 1941-1955 His Orchestra and His (1999)
- Live at Carnegie Hall (1999)
- Carnegie Hall: The Complete Concert (2006) opnieuw geremasterd